# ظاهرکندی (شاهین‌دژ)
ظاهر کندی روستایی از دهستان چهاردولی، بخش کشاورز، شهرستان شاهین‌دژ، استان آذربایجان غربی در ۲۶ کیلومتری شمال شرق شاهین‌دژ قرار دارد. جمعیت این روستا در سال ۱۳۸۵، برابر با ۷۰۳ نفر و ۱۳۸ خانوار بوده‌است